# Antonio Vaca Díez
Antonio Vaca Díez (Trinidad, Bolivia 4 de mayo de 1849 – Río Ucayali, Perú, 9 de julio de 1897) fue una figura polifacética en la historia de Bolivia: médico, periodista, político, empresario cauchero, explorador y pionero del desarrollo amazónico. Su vida estuvo marcada por una intensa actividad intelectual y empresarial que dejó una huella profunda en la región amazónica de Bolivia.

## Biografía
Antonio Vaca Díez nació el 4 de mayo de 1849 en Trinidad, Bolivia, hijo del coronel José Manuel Vaca Guzmán y de doña Antonia Díez de Vaca Guzmán. Antonio cursó sus estudios primarios en Trinidad y luego en el Colegio Nacional de Santa Cruz. Posteriormente, se trasladó a La Paz, donde se graduó como doctor en medicina en la Universidad de Santo Tomás. Durante su etapa universitaria, destacó por su brillantez intelectual y su vocación por las letras y el periodismo, escribiendo en los principales diarios de la época y obteniendo gran ascendiente entre sus compañeros universitarios.

### Médico y periodista
Como médico, Vaca Díez fue reconocido por la clarividencia de sus exposiciones deductivas. Fue nombrado médico de cabecera del presidente Adolfo Ballivián, honor que le fue conferido a pesar de su juventud. Tras la muerte del mandatario, Vaca Díez participó en una polémica sobre las causas del deceso, publicando un folleto desde Santiago de Chile debido a la censura en Bolivia. En esta obra, dictó cátedra sobre el paludismo, demostrando un conocimiento avanzado para la época.
Vaca Díez también fue escritor, fundó y dirigió varios periódicos, entre ellos "La República" en Sucre (1870), "El Clarín" en Potosí (1872), "El Monitor Médico" en Santa Cruz y "La Gaceta del Norte" en el Beni. Su pasión por el periodismo le permitió difundir ideas progresistas y promover el desarrollo de la región.

### Empresario cauchero y explorador
A partir de la década de 1880, Vaca Díez se involucró activamente en la industria del caucho, convirtiéndose en uno de los empresarios más influyentes de la región del río Orthon. En 1890, fundó Puerto Rico, la primera capital del actual departamento de Pando, y en 1891 exploró el río Tahuamanu, estableciendo la barraca Gironda. Vaca Diez partió a Europa en 1896 en busca de capitales y constituyó en Londres la empresa The Orton Rubber Co. Ltd., consolidando su participación en el mercado internacional del caucho.
Durante sus expediciones, Vaca Díez colaboró con otros prominentes empresarios del caucho, como Carlos Fermín Fitzcarrald. Lamentablemente, ambos fallecieron en un accidente fluvial en el río Urubamba, Perú, el 9 de julio de 1897.

## Legado
El legado de Antonio Vaca Díez perdura en la región amazónica de Bolivia, no solo por su contribución a la medicina y la economía, sino también por su influencia en la configuración territorial del país. La provincia de Vaca Díez lleva su nombre al testimonio de su impacto en la historia del departamento del Beni y de Bolivia en general.
Como honor a Vaca Díez, se entregó un monumento el 4 de mayo de 1999 en Santa Cruz de la Sierra, ubicado en la intersección de la avenida Cristo Redentor y el cuarto anillo de circunvalación. Su autor fue el escultor David Paz Ramos, siendo gestionado por la Honorable Alcaldía Municipal.